# Nystatine

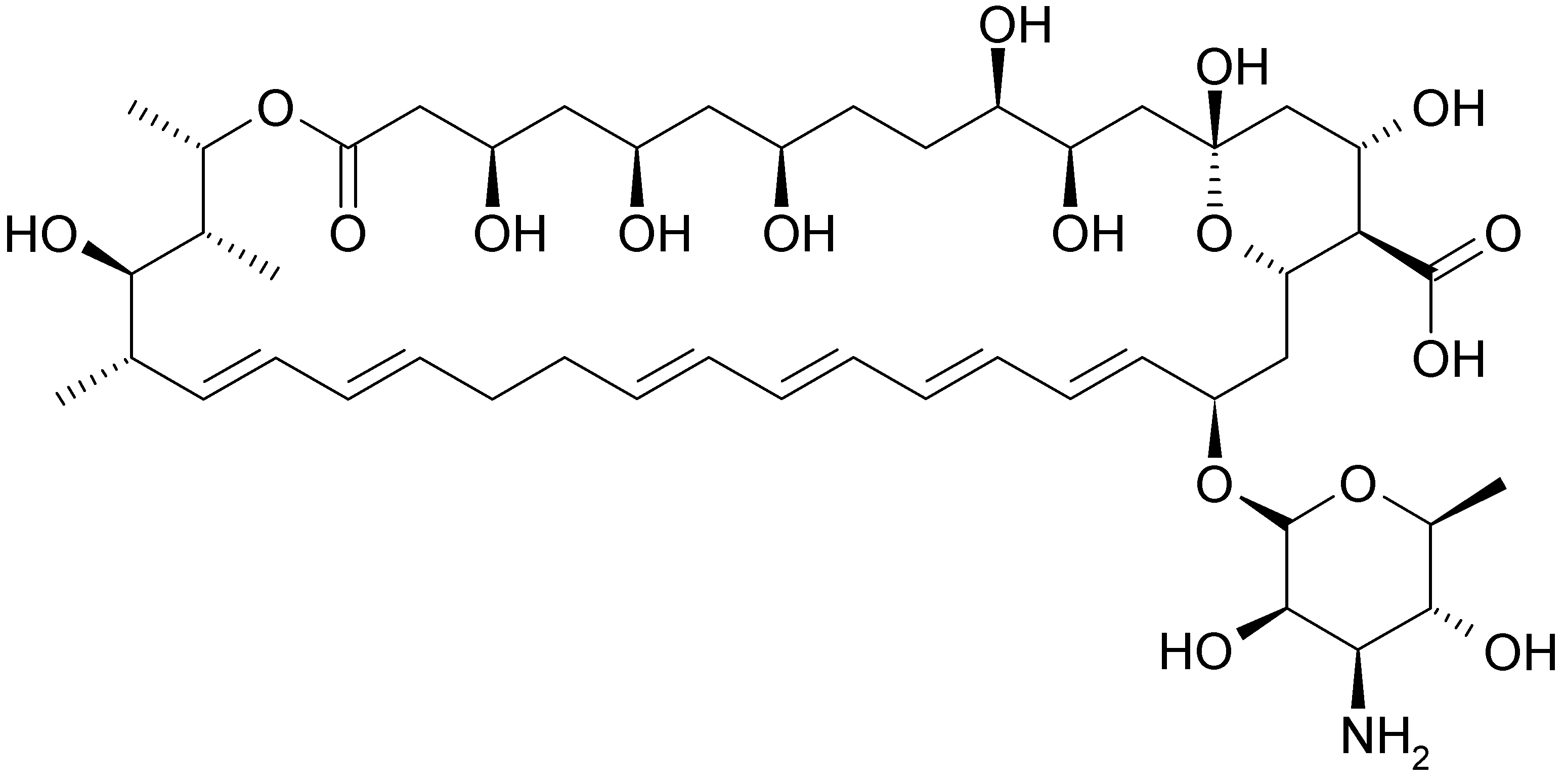
Nystatin

Nystatine is een macrocyclisch antimycoticum bestemd voor behandeling en profylaxe van spruw (Candida-infecties in mond/keelholte) bij pasgeborenen.
Behandeling van oppervlakkige infecties in mond/keelholte en maag-darmkanaal veroorzaakt door Candida albicans.
De stof is opgenomen in de lijst van essentiële geneesmiddelen van de WHO.

## Werking
De werkzame stof nystatine is een middel tegen schimmels (antimycoticum) met een schimmeldodende en schimmelremmende werking. Het is met name werkzaam tegen de soort Candida albicans.
Bijwerkingen bij gebruik van Nystatine zijn mogelijk, de kans is erg klein. Mogelijke bijwerkingen zijn braken, diarree, misselijkheid en overgevoeligheidsreacties.